# لبریخته‌ها
لبریخته‌ها عنوان کتاب مجموعه شعرهای یدالله رؤیایی است که در دهه ۱۳۵۰ سروده شد. این کتاب گزینشی بر اساس همخوانی شکل و ساختمان، شامل ۱۸۶ شعر است. این مجموعه شعر پنجمین کتاب شعر رؤیایی است که چاپ اول آن در سال ۱۳۶۹ در پاریس و در سال ۱۳۷۱ در ایران به چاپ رسید.

## محتوا
رؤیایی در مقدمه لبریخته‌ها گفته‌است «برای رسیدن به شعر، خودم را بیرون شعر پرت نمی‌کنم. … وقتی که نگاه ساده‌ام به تو عمق می‌دهد، و شعر من (ما) می‌خواهد تا پاهایش را در اخلاق تازه‌ای محکم کند.» همچنان‌که خود رؤیایی گفته‌است این شعر با همراهی خواننده نوشته می‌شود؛ و او آن را شعر خود نمی‌داند بلکه شعر خود را شعر «ما» یعنی شعری که با خواننده کامل می‌شود، می‌نامد. در چاپ نسخه ۱۳۹۳ با افزوده‌ها و مؤخره‌ها نوشته‌است: «بر لب‌های ما ابدیتی خفته‌است بزرگتر از فضایی که در برابر نگاهمان خالی است.»

## زمان سرودن
سرودن مجموعه کتاب شعر لبریخته‌ها در دهه ۱۳۵۰ و در محدوده سالهای ۱۳۵۳ تا ۱۳۵۷ و در دورانی صورت گرفته که شاعر مطالعات عرفانی داشته‌است و واژگان شعر بار عرفانی دارند و از ایهام بالایی برخوردارند. ویژگی دیگر اشعار این مجموعه پیچیدگی و باریکی مفاهیم است و خواننده را به تاملات عمیق فرا می‌خواند.

## نقد
برخی از ناقدان شعر رؤیایی معتقدند که این اشعار در وضعیت بسیار سنگینی خلق می‌شوند اگرچه ساده می‌نمایند. اما سرودن آنها نیاز به هوش و حواس و قدرتی عظیم دارد؛ و می‌گویند که این اشعار بسیار فشرده و کوتاه دارای غنای شعری و فلسفی بسیاری است.

## شعرهای کتاب
- شعری از صفحهٔ ۱۶۹

«سویی که نشسته در جستجوی اوی شما
هفتاد تپندهٔ تاریک را
کاویده با سرانگشت این سو
هربار انگشتهایی
دیوارهای بی طی را آنسو آزرده‌اند.»
- شعری از صفحهٔ ۱۷۳

«چه شاخسار سبزی روی زبان توست
وقتی نسیم سرد دهان‌های سرخ
با شاخسار سبز تو در یاری است»
- شعری از صفحهٔ ۱۷۳

«میوه‌های سرخ زبان تو
در بازیهای باد که می‌افتد
همیشه برگ آخر بر نوک شاخسار
واژهٔ آرام مرگ
هول بزرگ بازی
افتادن»